# Hodíškov
Hodíškov (in tedesco Hodischkau) è un comune ceco situato nel distretto di Žďár nad Sázavou, nella regione di Vysočina.